# Сидорин, Владимир Ильич

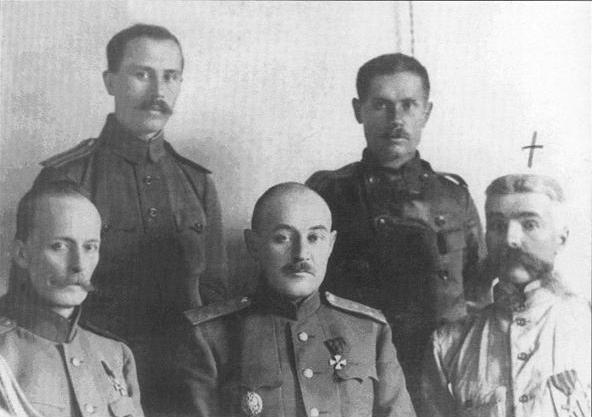
Генералитет Донской армии, февраль 1919 года. В первом ряду: начальник штаба армии генерал-лейтенант А. К. Кельчевский, командующий армией генерал-лейтенант В. И. Сидорин и командир 4-го Донского корпуса генерал-лейтенант К. К. Мамантов.
Во втором ряду: Г. Я. Кислов, В. В. Добрынин.

Владимир Ильич Сидорин (3 февраля 1882 — 20 мая 1943) — полковник Русской императорской армии, генерал-лейтенант (1919), командующий Донской армий Всевеликого Войска Донского.

## Биография
Родился 3 февраля 1882 года в станице Есауловской 2-го Донского округа области Войска Донского. Сын офицера Войска Донского Ильи Леонтьевича Сидорина. Племянник генерала Л. Л. Сидорина, расстрелянного в 1918 году.
Полковник (15.08.1917), генерал-майор (05.05.1918), генерал-лейтенант (02.02.1919).
Окончил Донской кадетский корпус (1900), Николаевское инженерное училище (1902), Николаевскую академию Генерального штаба (1910, по 1-му разряду) и офицерскую воздухоплавательную школу (1913).
Участник русско-японской войны 1904—1905. Служил офицером 2-го Восточно-Сибирского саперного (с 1902) и 4-го Заамурского железнодорожного батальонов (в списке ГШ значится также служба в Владивост. крепостной роте). C 26 ноября 1912 по 1914 — старший адъютант штаба 3-го Кавказского армейского корпуса.
Участник Первой мировой войны. Служил офицером в штабе 21-й пехотной дивизии и штабе (3-го) Кавказского корпуса с августа 1914 по февраль 1916. В 1915 году был и.д. начальника штаба 2-й ополченческой дивизии (1915), с 12 июля и.д. начальника штаба 102-й пехотной дивизии. Заместитель начальника штаба 2-й армии с марта 1916 по март 1917 года.
Начальник штаба 3-го Кавказского корпуса с апреля по июнь 1917, затем в распоряжении начальника штаба Западного фронта. В августе был избран Зам. председателя союза офицеров армии и флота. В ноябре 1917 участник вербовочных организаций в Петрограде и Москве. Затем вернулся на Дон и принял участие в Белом движении.
Сначала в отряде (дружине) казаков в Новочеркасске; участник боев за Ростов в ноябре-декабре 1917. Начальник штаба походного атамана Донского казачьего войска генерала А. М. Назарова на Северном фронте (декабрь 1917 — январь 1918). Начальник Полевого штаба походного атамана генерала П. Х. Попова (25 апреля—18 мая 1918 года, участник Степного похода. С 12 мая 1918 по 2 февраля 1919 был в резерве Донской армии. С 15 февраля 1919 по 27 марта 1920 года Командующий Донской армией (преемник генерала С. В. Денисова). В июне-июле 1919 Командующий Средне-Донецким фронтом. В июле 1919 возглавлял делегацию ВВД в Киев.
В апреле 1920 года в Крыму командир Донского корпуса, в который были сведены донские казачьи части, расквартированный в Евпатории и округе.

### Обвинения и суд
После прибытия из Новороссийска в Крым (Евпатория) не поддержал выдвижение Врангеля на пост Главкома ВСЮР, и уже через несколько дней, 18 апреля 1920 года, предан Врангелем суду вместе с начальником штаба Донской армии генерал-лейтенантом Кельчевским за сепаратистские выступления и поддержку донских казаков в их стремлении отделения Дона от России и стихийный отход Донских корпусов к Новороссийску зимой 1919—1920 годов.
Суд под председательством генерала А. М. Драгомирова приговорил генералов Сидорина и Кельчевского к 4 годам каторги. Генерал Врангель заменил приговор увольнением из Русской армии без права ношения мундира.

### Эмиграция
Генерал Сидорин эмигрировал из России в мае 1920 года. Находился в эмиграции: в Болгарии, Сербии, Чехословакии с 1924 года; в Германии с 1939 года.
В Праге служил в картографическом отделе Генерального штаба Чехословацкой армии. Вместе с генералом Стариковым был соавтором многочисленных статей по истории Донской армии во время гражданской войны. Эти статьи регулярно публиковались в издаваемом в Париже И. А. Билым журнале «Вольное казачество» (1936—1938). Под заглавием «Трагедия казачества» эти статьи были опубликованы отдельной книгой в четырёх частях в 1936—1938 годах в Париже (без упоминания имен авторов). Во время Второй мировой войны выехал в Германию.
Скончался в Берлине 20 мая 1943 года. Похоронен на русском кладбище Тегель (4-й квартал, 12 ряд, могила № 18).

## Мнения и оценки
Начальник штаба ВСЮР П. С. Махров так описывает свои впечатления о первой встрече с Сидориным:

Это был высокого роста светлый блондин, тонкий, стройный, сухой, мускулистый — настоящий казак, лихой наездник. Лицо его было красивым и свежим. Он носил маленькие светлые усики. Глаза — умные, живые. Весь его облик вызывал симпатию. Ему было около сорока лет. Сидорин блестяще окончил Военную академию и в войну 1914−1916 гг. был награждён Георгиевским крестом. К тому же он был отважным летчиком, и трудно сказать, что он больше любил — боевого коня или аэроплан. В нём не было «генеральской важности». Он был скромен, тактичен и прост, но вместе с тем чувствовалось, что это человек энергичный и волевой.

Бывший в то время начальником штаба Донской армии полковник И. А. Поляков оставил такие впечатления о Сидорине в своих мемуарах:

Эта была моя первая встреча с полк. Сидориным и, признаюсь, она не произвела на меня благоприятного впечатления.
Быть может, имела значение и та отрицательная характеристика, которую я слышал о нём ещё раньше, как о человеке не особенно талантливом, без достаточного опыта и авторитета, чрезвычайно склонного к спиртному и наряду с этим, с большой долей самомнения и особого умения использовать обстоятельства в личных целях и выгодах. Была подозрительна и его темная деятельность в дни Корниловского выступления, о чём упорно ходили нелестные для него слухи. «Один из некудышних говорливого и неудачного окружения Донского Атамана» — так характеризовал полк. Сидорина один мой друг, давно его знавший. Вскоре я имел возможность лично в этом убедиться, а примерно через два года, названный полковник, в то время уже генерал, кончил свою военную карьеру, будучи в Крыму предан суду Главнокомандующим Русской Армией.

Военный прокурор Иван Михайлович Калинин, защитник Сидорина на Севастопольском военно-морском суде, писал: «Среди казачьей массы командарм был довольно популярен. В период войны он часто появлялся на фронте. Под Екатеринодаром даже оказался в передовой линии и едва не попал в плен. Всем нравились его мягкость и доступность, лишенные претензий на дешёвую популярность. Нет сомнения, пожелай он в Евпатории сопротивляться, как советовал ему ген. Карпов, казачьи массы, настроенные против дальнейшей войны, пошли бы за ним».

## Семья
Супруга — Сабина. Сын — Александр.

## Награды
- Орден Св. Станислава 3-й ст. с мечами и бантом (1905);
- Орден Св. Анны 4-й ст. (1905);
- Орден Св. Станислава 2-й ст. с мечами (1905);
- Орден Св. Анны 2-й ст. (1913; 16.05.1914);
- Орден Св. Владимира 4-й ст. с мечами и бантом (27.02.1915);
- В 07.1915 в чине капитана ГШ награждён Георгиевским оружием (ВП 04.07.1915).
- мечи к ордену Св. Анны 2-й ст. (11.01.1916).
- Награждён орденом Св. Георгия 4-й ст. (ВП 26.08.1916).
- Высочайшее благоволение (08.08.1916);
- Пожалование старшинства в чине Подполковника с 06.12.1913 (08.08.1917).